# Profil boursier
Le profil boursier est un concept de finance comportementale qui traduit le mode de comportement d'un titre coté, généralement une action, ou le style de décisions boursières d'un investisseur.

## Profil d'une action
Le profil d'une action décrit le comportement général de son cours en bourse, déterminé par le niveau moyen de sa cotation rapporté à sa valeur théorique, estimée par l'analyse financière, et par la stabilité (ou la volatilité) des cours par rapport à la tendance boursière.
La terminologie employée par les gérants de portefeuilles et les analystes financiers peut dépendre :
- de la capitalisation boursière,
  - les entreprises à marché boursier étroit seront souvent appelées « small caps »,
  - et les grands groupes à large marché seront appelées « big caps » ou « large caps » ;
- des bénéfices, du potentiel de développement, ou des risques,
  - les actions des entreprises connaissant des difficultés ou un cours bas par rapport à la moyenne des entreprises du même secteur seront souvent nommées actions en redressement,
  - les actions des entreprises à fort potentiel seront dites actions de croissance,
  - celles des entreprises distribuant des dividendes réguliers seront appelées actions de rendement,
  - celles des entreprises présentant peu de risques par rapport aux fluctuations du marché seront dites actions défensives,
  - alors que celles étroitement corrélées au cycle économique seront dites actions cycliques... ;
- de l'intérêt ou du désintérêt suscités par certaines actions ou par certains secteurs (phénomène de bulle ou d'action dépréciée).

## Profil d'un investisseur
Le profil d'un investisseur est établi pour appréhender la situation personnelle, la psychologie, et les types d'arbitrages d'un individu. Ce profil servira à définir le style de gestion de son portefeuille, lié à son gout du risque et à ses envies de rentabilité (rapport entre le degré d'aversion au risque et le gain espéré).
Les choix d'investissement diffèrent selon :
- l'horizon de placement (dépendant de l'âge, de la profession, des moyens financiers, de la situation de famille, de la situation fiscale, etc.), aboutissant à privilégier
  - le long et le moyen terme, avec rotation lente du portefeuille, dans une stratégie dite de bon père de famille,
  - ou le court terme, avec des achats et reventes incluant une dose de spéculation, avec un comportement de trader ;
- la volonté de diversification (secteurs, pays, types d'actifs financiers, etc.),
  - menant soit à une forte concentration sur quelques produits,
  - soit à une forte diversification ;
- la personnalité,
  - tendant à être sûr de soi ou pas,
  - tendant à suivre le marché ou à le prendre à contre-pied[1],
  - etc. ;
- la méthode d'analyse privilégiée (analyse technique ou analyse fondamentale).

La directive MIF a accru les obligations des établissements financiers envers leurs clients, désormais invités à remplir un questionnaire testant leurs connaissances réelles des marchés financiers et visant à déterminer leur profil d'investisseur. Chaque société dispose de sa propre terminologie, mais en général : le profil « prudent » désigne une forte aversion au risque, une préférence pour les placements sûrs sans possibilité de perte, et une faible volonté d'exposition aux actions ; le profil « équilibré » indique la recherche d'un équilibre entre rendements et risques ; le profil « dynamique » définit une faible aversion au risque, avec des possibilités d'investissements dans des produits risqués mais rémunérateurs, comme sont souvent présentées les actions. Toute proposition de placement financier ou de fonds de placement doit faire correspondre un mode de gestion à un segment précis de clientèle.